# Unhošť
Unhošť (německy Unhoscht) je město v okrese Kladno. Rozkládá se na rozhraní Křivoklátské vrchoviny s Pražskou plošinou zhruba 7,5 kilometru jižně od Kladna a 21 kilometrů západně od centra Prahy. Ve městě žije přibližně 5 200 obyvatel.

## Název
Název města je odvozen z osobního jména Uněhost ve významu Uněhostův dvůr. Samohláska ve druhé slabice byla nepřízvučná a zanikla. V lidových variantách názvu se používal mužský i ženský rod a počáteční Ú se měnilo na Ou-, zatímco v úředních dokumentech se používalo U, které nakonec převládlo. V historických pramenech se název města objevuje ve tvarech: Hunehostz (druhá polovina 13. století), „in villa Hvnehozt (druhá polovina 13. století), Vnhoscht (1329), Vnhost (1352), Vnhoscz (1367 až okolo roku 1405), Unhosscz (1403), v Ounhošti (1405), „mezi mčkem Vnhossti“ (1454), w Aunhosstij (1544), Vnhosst (1549) a Aunosst nebo Unhoscht (1785).

## Historie
Území bylo osídleno už v mladší době kamenné a archeologickými nálezy je prokázáno i keltské osídlení. Poblíž kostela bylo objeveno slovanské pohřebiště z 9. až 11. století.
První písemná zmínka o Unhošti je z roku 1284, kdy vesnice patřila malostranských měšťanů. V roce 1329 byla Unhošť zmíněna jako městečko náležící ke hradu Křivoklátu a ve 14. století z městečka plynuly četné platy různým pražským kostelům. V roce 1489 udělil král Vladislav Jagellonský městu znak s jelenem, dovolení pečetit zeleným voskem a různá městská práva. V té době měla Unhošť vlastní samosprávu, byla hospodářským a kulturním střediskem širokého okolí. Stávala v ní škola, písemně poprvé uváděná v roce 1379. Roku 1557 dostala Unhošť právo ohradit se hradbami – k jejich stavbě však nedošlo, a tak Unhošť nedosáhla plně městských práv.
Během třicetileté války byla Unhošť poničena Sasy (1631) a Švédy (1639), obyvatelé byli nuceni se ukrývat v křivoklátských lesích. V roce 1742 za válek o rakouské dědictví došlo severně od města na vrchu Šibenec k bitvě mezi francouzským vojskem a rakouskými pandury. Mezi lety 1783–1790 byla Unhošť povýšena na město.
Od roku 1850 byla Unhošť okresním městem, soudní okres zde byl až do roku 1949.
Ve druhé polovině 19. a na počátku 20. století bylo ve městě a nejbližším okolí založeno několik průmyslových podniků (parní mlýn, Urbanův pivovar, olejna, likérka FASTO).
V roce 1898 byl založen spolek Lidová knihovna. V roce 1920 se knihovna stěhovala do budovy Živnostenské banky. V roce 1969 se knihovna stala střediskovou a v roce 1969 knihovnou městskou. Od roku 1989 sídlí Městská knihovna v prostorách bývalého zdravotnického střediska. V roce 2000 byl provoz knihovny automatizován (systém Lanius) a knihovna byla připojena na síť internet.
Historické jádro města je od roku 2003 městskou památkovou zónou.
Tři kilometry západně od města byla v lokalitě Čeperka ze zřídla léčivé minerální vody stáčena voda do roku 1976, v letech 1930–1932 byl vybudován hotel s koupalištěm, ale později byl zrušen. Do roku 1989 zde[kde?] byla vojenská kasárna.

### Rok 1932
Ve městě Unhošť (2889 obyvatel, poštovní úřad, telegrafní úřad, telefonní úřad) byly v roce 1932 evidovány tyto živnosti a obchody (výběr):
- Instituce: okresní soud, důchodkový kontrolní úřad, berní úřad, četnická stanice, katolický kostel, sbor dobrovolných hasičů, společenstvo řezníků, uzenářů, obchodníků masem a dobytkem.
- Průmysl a živnosti: cihelna, výroba čerpadel, výroba dřevité vlny, geometr, 2 hodináři, hospodářské družstvo, výroba likérů, zasilatelství minerální vody Čeperka, 5 mlýnů, výroba nábytku z ohýbaného dřeva, továrna na rostlinné oleje, 3 pily, pivovar, továrna na pletené zboží, sladovna, stavební a bytové družstvo, státní velkostatek, velkoobchod s vínem.
- Služby: 3 lékaři, zvěrolékař, 3 advokáti, notář, autobusová doprava, 5 autodopravců, biograf Sokol, 2 cukráři, fotoateliér, hotely Na Čeperce, Obecnice, 22 hostinců, 2 kapelníci, 2 knihaři, lékárna U zlaté hvězdy, restaurace, Městská spořitelna, Okresní hospodářská záložna, Okresní záložna, Živnostenská záložna, zubní ateliér.

## Obyvatelstvo
| Rok            | 1869  | 1880  | 1890  | 1900  | 1910  | 1921  | 1930  | 1950  | 1961  | 1970  | 1980  | 1991  | 2001  | 2011  | 2021  |
| -------------- | ----- | ----- | ----- | ----- | ----- | ----- | ----- | ----- | ----- | ----- | ----- | ----- | ----- | ----- | ----- |
| Počet obyvatel | 2 184 | 2 095 | 2 464 | 2 562 | 2 724 | 2 633 | 2 886 | 3 181 | 3 209 | 3 531 | 3 590 | 3 521 | 3 566 | 3 566 | 5 161 |
| Počet domů     | 231   | 253   | 266   | 293   | 335   | 380   | 504   | 843   | 724   | 730   | 788   | 899   | 945   | 1 151 | 1 378 |

## Obecní správa

### Části města
Město jako celek představuje jedno katastrální území a jednu místní část. V jeho rámci se vyčleňuje sedm základních sídelních jednotek rozmanité velikosti:
- Amerika – osada při křižovatce silnic II/118 (Kladno – Beroun) a II/201 (Unhošť – Zbečno), asi 2¼ km zzj.
- Dědkův mlýn – samota v údolí potoka Loděnice, po proudu od mostku silnice II/118, asi 4¼ km jz.
- Fialka – osada při mimoúrovňové křižovatce dálnice D6 a silnic I/61 a II/101 (poblíž žst. Unhošť), asi 1¾ km severně
- Hřebenka – osada v lesích nad levým břehem Loděnice, na opačné (východní) straně silnice II/118 než obec Malé Kyšice, asi 4 km jz.
- Na Štokách – chatová osada na okraji lesů nad levým břehem Černého potoka u Suchého mlýna, asi 2¼ km jz.
- Nouzov – rozlehlá vilová osada na okraji lesů po obou stranách silnice II/118, asi 3 km jz. V lese západně od Nouzova a Ameriky se, zčásti též na katastru sousední obce Horní Bezděkov, rozkládá bývalý vojenský areál Čeperka.
- Unhošť

### Územněsprávní začlenění
Dějiny územněsprávního začleňování zahrnují období od roku 1850 do současnosti. V chronologickém přehledu je uvedena územně administrativní příslušnost města v roce, kdy ke změně došlo:
- 1850 země česká, kraj Praha, politický okres Smíchov, soudní okres Unhošť[8]
- 1855 země česká, kraj Praha, soudní okres Unhošť[8]
- 1868 země česká, politický okres Smíchov, soudní okres Unhošť[8]
- 1893 země česká, politický okres Kladno, soudní okres Unhošť[9]
- 1939 země česká, Oberlandrat Kladno, politický okres Kladno, soudní okres Unhošť[10]
- 1942 země česká, Oberlandrat Praha, politický okres Kladno, soudní okres Unhošť[11]
- 1945 země česká, správní okres Kladno, soudní okres Unhošť[12]
- 1949 Pražský kraj, okres Kladno[13]
- 1960 Středočeský kraj, okres Kladno[14]

## Doprava

### Dopravní síť
Městem prochází silnice II/101 v úseku Kladno – Unhošť – Rudná. Městem prochází silnice II/201 v úseku Křivoklát – Zbečno – Unhošť – Jeneč. Částí Nouzov prochází silnice II/118 v úseku Beroun–Kladno. Okrajem území města vede dálnice D6 s exitem 12 (Unhošť).
Poblíž města vede železniční trať Praha–Rakovník. Jedná se o jednokolejnou celostátní trať, doprava na ní byla v úseku z Prahy do Kladna zahájena roku 1863. Mezilehlá železniční stanice Unhošť leží na území obce Malé Přítočno, přes dva kilometry severně od města.

### Veřejná doprava
Po železniční trati 120 vede linka S5 (Praha–Kladno) a R5 (Praha – Kladno – Rakovník) v rámci pražského systému Esko. Ve stanici Unhošť staví 21 osobních vlaků, rychlíky a spěšné vlaky zde nestaví. Stanice je vzdálena 2,7 kilometru chůze od centra města po silnici, v polích.
Ve městě měly zastávku autobusové linky v rámci SID jedoucí do těchto cílů: Beroun, Kladno, Křivoklát, Nové Strašecí, Praha, Rakovník, Rudná, Řevničov, Středokluky, Žatec. 

### Veřejná doprava 2021
Do města zajíždí od integrace PID v prosinci 2019 tyto autobusové linky: 307 (Kladno – Unhošť – Praha, Zličín), 319 (Malé Kyšice – Unhošť – Pavlov – Hostouň – Praha, letiště), 365 (Nové Strašecí/Stochov – Velká Dobrá – Unhošť – Hostivice – Praha, Motol), 386 (Kladno – Družec – Bratronice – Unhošť – Hostivice – Praha, Zličín).
Vedení linek vlaků se nezměnilo. Ve stanici Unhošť staví 43 spojů ve směru Praha, Masarykovo nádraží (několik spojů Praha hl.n.), Kladno, Rakovník a Kralupy nad Vltavou. Rychlíky do Rakovníka a spěšné vlaky do Kladna zde nezastavují. Obyvatelé Unhoště mohou využívat autobusovou linku 319 ze/do zastávky Pavlov, kde je zajištěn přestup na vlak do/z Prahy.

## Pamětihodnosti

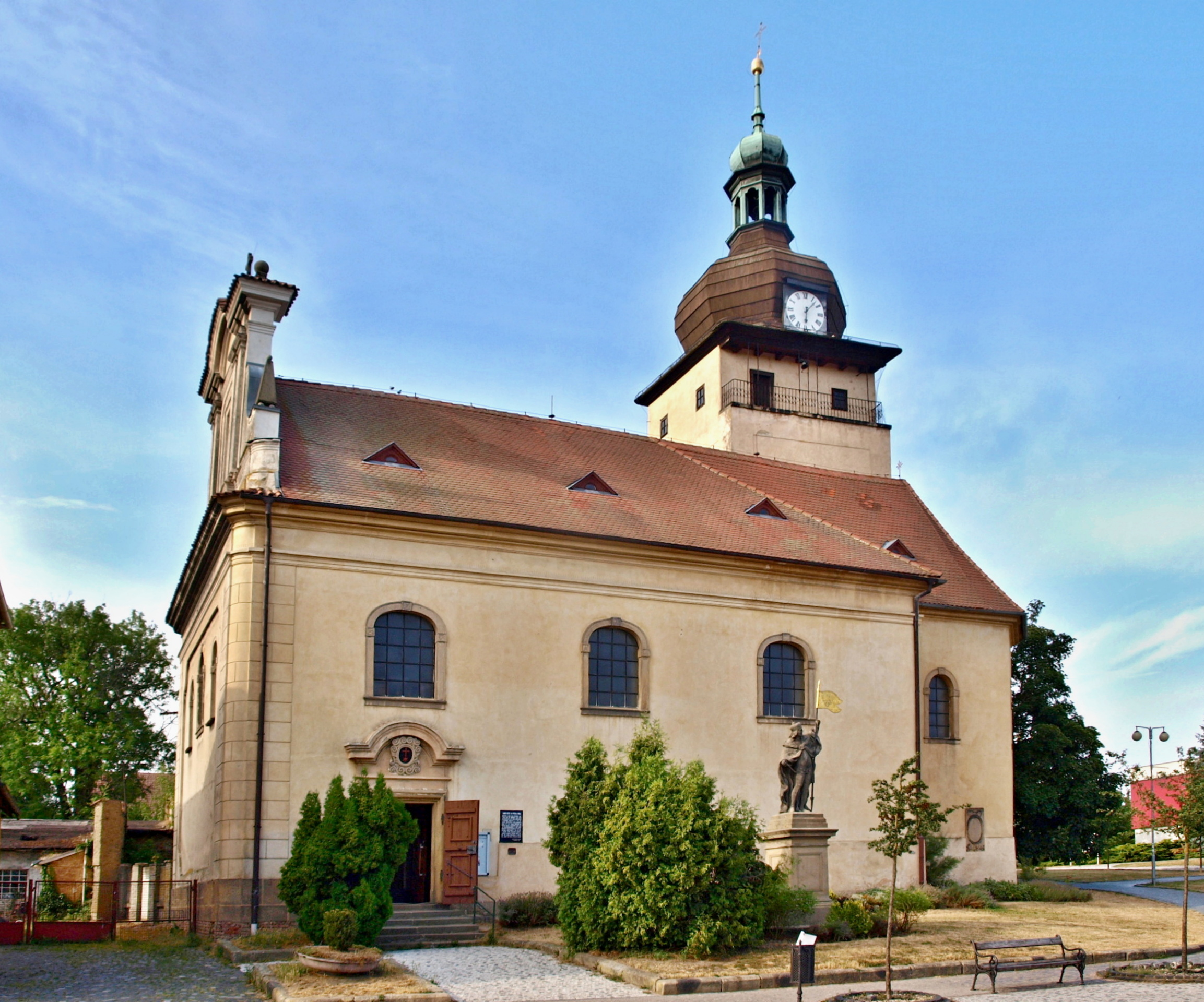
Kostel svatých Petra a Pavla

K památkám města patří na náměstí jednolodní farní kostel svatého Petra a Pavla ze 13. století. Původně gotická stavba, posléze barokně přestavěná, s věží postavenou v boku presbytáře v letech 1655–57. Fara zde byla zřízena již počátkem 14. století a farář tehdy odváděl 45 grošů papežského desátku.
Před kostelem stojí sochy svatého Václava a svatého Jana Nepomuckého, fara (čp. 7), bývalá škola (čp. 8) s barokními štíty a bývalá lékárna čp. 3 s renesančním portálem.
Na hřbitově je kaple svaté Barbory z roku 1702 a hrob faráře Jana Jungmanna (bratra českého jazykovědce a obrozence Josefa Jungmanna). V budově bývalé radnice (čp. 1) je umístěno Melicharovo vlastivědné muzeum.
Další pamětihodnosti:
- Barokní Feldekovský zámek z konce sedmnáctého století[15]
- Domy čp. 8, 86 a 149
- Milník
- Hřbitov

## Rodáci
- František Labler (1805–1851), český regenschori a hudební skladatel
- František Plesnivý (1845–1918), rakousko-uherský architekt
- Florián Zajíc (1853–1926), český violista a hudební pedagog, činný převážně v Německu
- Karel Wellner (1875–1926), malíř a grafik, pedagog
- Marie Calma-Veselá (1881–1966), česká spisovatelka a operní pěvkyně
- František Salesius Frabša (1887–1956), český novinář a národně socialistický politik
- Karel Teissig (1925-2000), malíř a grafik
- František Pospíšil (1944), československý hokejový obránce, kapitán národního družstva
- Pavel Patera (1971),  hokejový trenér a bývalý profesionální hokejový útočník – olympijský vítěz, čtyřnásobný mistr světa